# Hrabstwo LaGrange

Piramida wieku hrabstwa

Hrabstwo LaGrange (ang. LaGrange County) – hrabstwo w stanie Indiana w Stanach Zjednoczonych.

## Geografia
Według spisu z 2010 roku obszar całkowity hrabstwa obejmuje powierzchnię 386,70 mili2 (1001,55 km²), z czego 379,62 mili2 (983,21 km²) stanowią lądy, a 7,08 mili2 (18,34 km²) stanowią wody. Według szacunków United States Census Bureau w roku 2012 miało 37 521 mieszkańców. Jego siedzibą administracyjną jest LaGrange.

### Miasta
- Howe (CDP)
- LaGrange
- Shipshewana
- Topeka